# 이엑스 엔터테인먼트
이엑스 엔터테인먼트(EX Entertainment)는 대한민국의 연예 기획사이다.

## 소속 연예인
- 김명수
- 황인준
- 박인배
- 조경숙
- 최정화
- 나인규